# Dia Internacional das Viúvas
O Dia Internacional das Viúvas é um dia comemorado anualmente em 23 de junho desde 2011, decretado pela Assembleia Geral das Nações Unidas (AGNU) em 2010.

## Proclamação
O primeiro Dia Internacional das Viúvas ocorreu em 2005, lançado pela fundação de caridade sediada no Reino Unido, Lord Loomba Trust e sua presidente, Cherie Blair. Em sua sexta celebração, em 2010, foram realizados eventos em países como Ruanda, Sri Lanka, Estados Unidos, Reino Unido, Nepal, Síria, Quênia, Índia, Bangladesh e África do Sul. Em 21 de dezembro de 2010, a Assembleia Geral das Nações Unidas, por proposta de Ali Bongo Ondimba, do Gabão, aprovou por unanimidade a celebração dessa nova efeméride. A proclamação visa dar voz às experiências das viúvas e reavivar o apoio especial de que elas precisam, destacando os problemas que enfrentam, como a negação dos direitos de herança, o estigma e a discriminação e a falta de acesso a recursos econômicos e sociais.

## Celebração
Esse dia é comemorado todos os anos em 23 de junho. A data foi escolhida porque, em 1954, Shrimati Pushpa Wati Loomba, mãe do fundador da Lord Loomba Trust, ficou viúva. A primeira comemoração oficial ocorreu em 2011 e, desde então, tem sido comemorada anualmente, promovendo a conscientização sobre os direitos das viúvas e a necessidade de seu empoderamento. A cada ano, essa comemoração se concentra na necessidade urgente de fornecer às viúvas informações e acesso a seus direitos de herança, pensões, proteção social e oportunidades de educação e emprego.

## Problemas enfrentados pelas viúvas nos países em desenvolvimento
As viúvas nos países em desenvolvimento enfrentam uma série de problemas sérios e complexos. Primeiro, a pobreza é uma realidade constante devido ao acesso limitado a recursos econômicos e direitos de herança. Além disso, muitas viúvas são vítimas de violência física e mental, bem como de práticas tradicionais prejudiciais. Na área da saúde, as viúvas geralmente têm pouco acesso à assistência médica e são particularmente vulneráveis a várias doenças. Por fim, em contextos de conflito armado, inúmeras mulheres ficam viúvas, enfrentando traumas profundos e violência contínua.